# Sutthoffska palatset

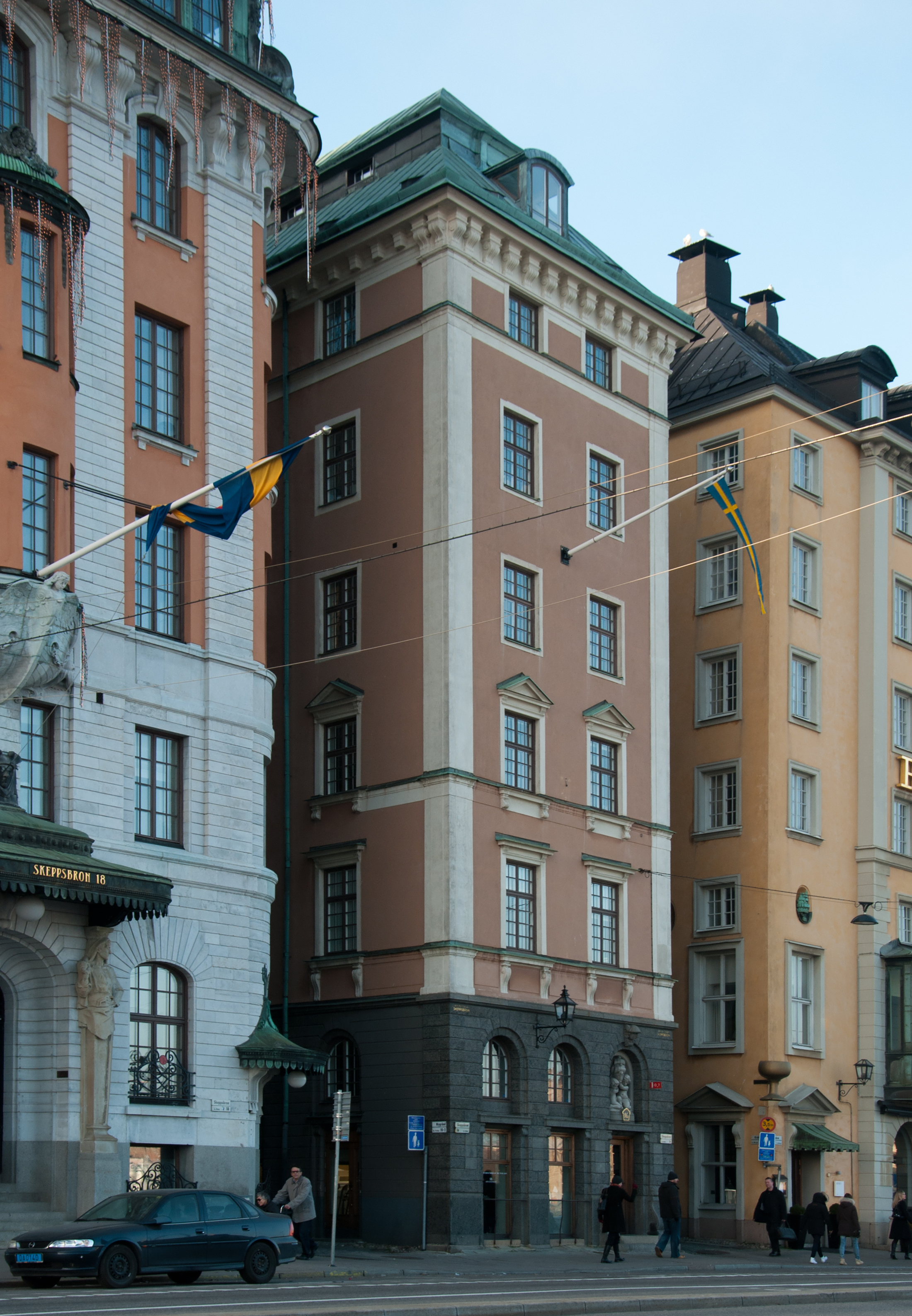
Sutthoffska palatset i november 2011.

Sutthoffska palatset är en byggnad i kvarteret Python vid Skeppsbron 16 i Gamla stan i Stockholm.  Byggnaden är med sin knappt tio meter breda gatufasad skeppsholmsradens smalaste byggnad.

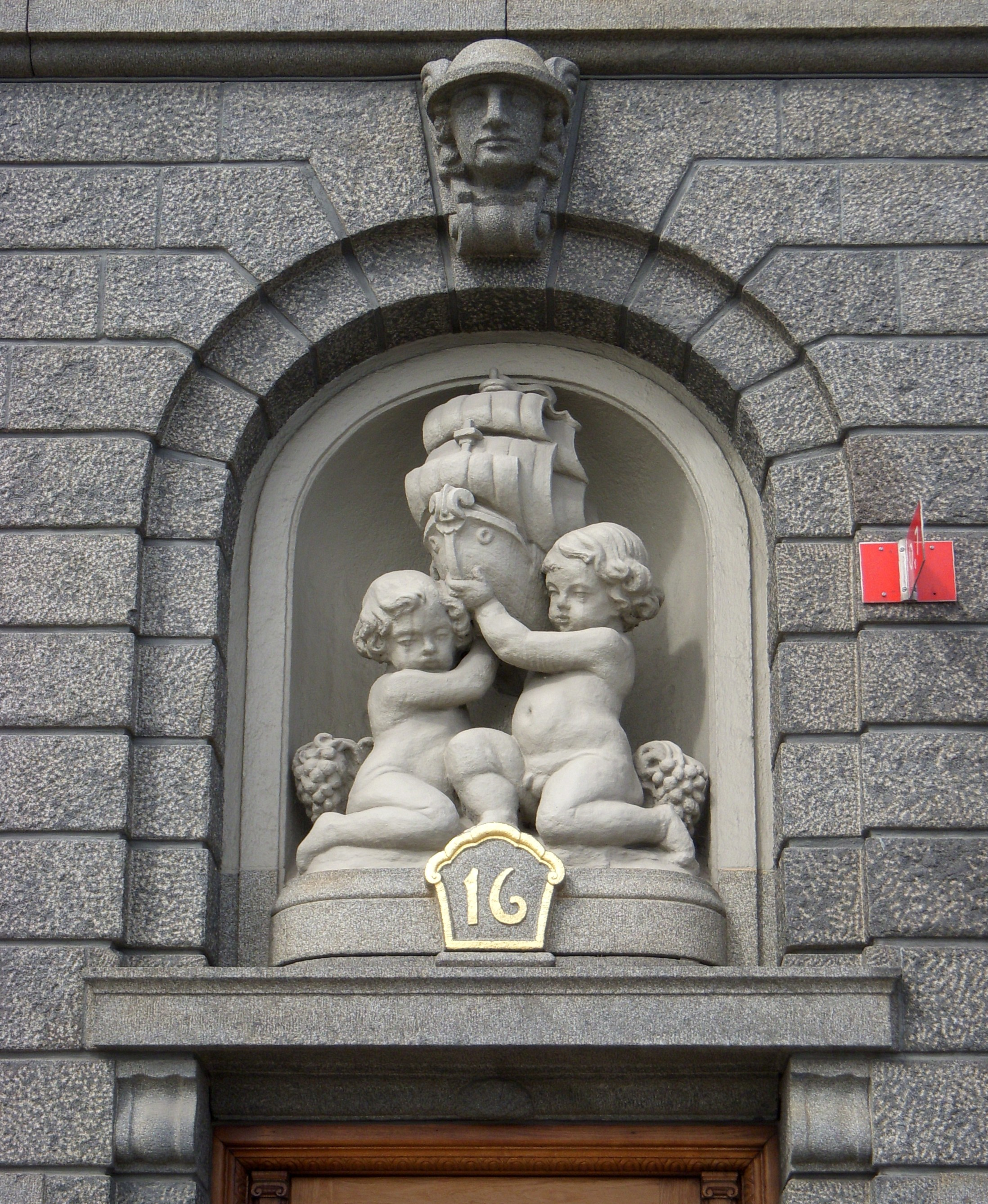
Portutsmyckning

Sutthoffska palatset ligger inklämt i det smala kvarteret mellan Kråkgränd i norr och Nygränd i söder. Joachim Sutthoff var skeppsbroköpman på 1750-talet och han lät uppföra denna byggnad. Han hade då köpt hela tomten i kvarteret Pyton som var bebyggd med två äldre hus, vilka på 1600-talet ägdes av handelsmannen Stigler och kamreraren Hans Törner. Under 1800-talet har byggnadens fasad genomgått en kraftig förändring. 
Dagens (2009) byggnad har en 1 ½  våningar hög bottenvåning, vars fasad mot Skeppsbron är klädd i granit, därefter följer fyra våningsplan och en attikavåning samt ett kopparklätt säteritak med en central anordnad takkupa. Den smala fasaden mot Skeppsbron tillåter bara två fönsteraxlar. Putskulören går i ljust rödbrun med varmvita fönsteromfattningar och hushörn. 
Över entréporten finns de för Skeppsbrobyggnader typiska utsmyckningar; Mercurius bevingade hatt, två putti som håller ett äldre handelsfartyg av typ hansa-kogg samt vindruvsklasar berättar om att en av de tidiga ärarna ägnade sig åt skeppshandel med bland annat vinimport. Numera finns kontor för bland annat det sjörelaterade företag Simsonship AB och konsultfirman Serica AB i huset. 